# Bellevigne-les-Châteaux
Bellevigne-les-Châteaux – gmina we Francji, w regionie Kraj Loary, w departamencie Maine i Loara. W 2013 roku liczba ludności wynosiła 3665 mieszkańców. 
Gmina została utworzona 1 stycznia 2019 roku z połączenia trzech ówczesnych gmin: Brézé, Chacé oraz Saint-Cyr-en-Bourg. Siedzibą gminy została miejscowość Chacé. 